# أوتو زاكارياس
أوتو زاكارياس (بالألمانية: Otto Zacharias)‏ هو صحفي ألماني، ولد في 27 يناير 1846 في لايبزيغ في ألمانيا، وتوفي في 2 أكتوبر 1916 في كيل في ألمانيا.